# نووا وس (ناحیه لیبرتس)
نووا وس (ناحیه لیبرتس) (به چکی: Nová Ves) یک منطقهٔ مسکونی در جمهوری چک است که در ناحیه لیبرتس واقع شده‌است. نووا وس ۱۲٫۳۴ کیلومتر مربع مساحت و ۷۳۹ نفر جمعیت دارد.